# Чернышево (Вологодская область)
Чернышево — деревня в Великоустюгском районе Вологодской области.
Входила в состав Нижнешарденгского сельского поселения, с точки зрения административно-территориального деления — в Нижнешарденгский сельсовет. В результате объединения Нижнешарденгского сельского поселения с Трегубовским входит в состав Трегубовского сельского поселения с административным центром в деревне Морозовица.
Расстояние по автодороге до районного центра Великого Устюга — 38,5 км, до бывшего центра муниципального образования Пеганово — 13,5 км. Ближайшие населённые пункты — Михнинская, Буслаево, Пантусово.
По переписи 2002 года население — 2 человека.